# Sewan FA
Sewan FA (orm. Սևան Ֆորտբոլային Ակումբ, Sevan Futbolajin Akumb) – armeński klub piłkarski, mający siedzibę w mieście Sewan, w środku kraju, grający od sezonu 2021/22 w rozgrywkach Barcragujn chumb.

## Historia
Chronologia nazw:
- 2018: Junior Sewan (orm. ՖԱ Կրտսեր Սևան (Սևան))
- 2019: Sewan FA (orm. Սևան ՖԱ)

Klub piłkarski Junior Sewan został założony w miejscowości Sewan w czerwcu 2018 roku. W sezonie 2018/19 zespół debiutował w Araczin chumb (D2). Mimo że zwyciężył w lidze, klub nie otrzymał licencji na awans do Barcragujn chumb za niespełnienie wymaganych standardów. 25 czerwca 2019 klub zmienił nazwę na Sewan FA. Po dwóch latach w sezonie 2020/21 klub ponownie został mistrzem drugiej ligi i awansował do ormiańskiej najwyższej ligi.

## Barwy klubowe, strój, herb, hymn
|  |  |

Klub ma barwy niebiesko-żółte. Piłkarze domowe spotkania zazwyczaj grają w niebieskich koszulkach, niebieskich spodenkach oraz niebieskich getrach.

## Sukcesy

### Trofea międzynarodowe
Do chwili obecnej klub jeszcze nigdy nie zakwalifikował się do rozgrywek europejskich.

### Trofea krajowe
| \| \| Zdobyte trofea w rozgrywkach Armenii (stan na: 31-05-2021) \| |                                                            |      |                  |
| Rozgrywki                                                           | Osiągnięcie                                                | Razy | Sezon(y)         |
| Mistrzostwo                                                         | I miejsce                                                  | 0    |                  |
| Mistrzostwo                                                         | II miejsce                                                 | 0    |                  |
| Mistrzostwo                                                         | III miejsce                                                | 0    |                  |
| Mistrzostwo                                                         | ?.miejsce                                                  | 1    | 2021/22          |
| Puchar                                                              | zdobywca                                                   | 0    |                  |
| Puchar                                                              | finalista                                                  | 0    |                  |
| Puchar                                                              | ćwierćfinalista                                            | 1    | 2019/20          |
| II liga                                                             | I miejsce                                                  | 2    | 2018/19, 2020/21 |
| II liga                                                             | II miejsce                                                 | 0    |                  |
| II liga                                                             | III miejsce                                                | 0    |                  |
| Armenia                                                             | Zdobyte trofea w rozgrywkach Armenii (stan na: 31-05-2021) |      |                  |

## Poszczególne sezony

### Rozgrywki międzynarodowe

#### Europejskie puchary
Nie uczestniczył w rozgrywkach europejskich.

### Rozgrywki krajowe
| \| Armenia \| Bilans występów klubu w rozgrywkach piłkarskich Armenii (Stan na 31 lipca 2021 r.) \| \| |                                                                                    |        |       |   |   |   |    |    |     |           |        |        |      |
| Poziom                                                                                                 | Rozgrywki                                                                          | Sezony | Mecze | Z | R | P | B+ | B– | Pkt | Lata      | Awanse | Spadki | Naj. |
| I | Barcragujn chumb                                                                   | 1      |       |   |   |   |    |    |     | od 2021   | 0      | 0      | ?    |
| II | Araczin chumb                                                                      | 3      |       |   |   |   |    |    |     | 2018–2021 | 1      | 0      | 1    |
| | Puchar Armenii                                                                     | 3      |       |   |   |   |    |    |     | od 2018   | 0      | 0      | 1/4  |
| Armenia                                                                                                | Bilans występów klubu w rozgrywkach piłkarskich Armenii (Stan na 31 lipca 2021 r.) |        |       |   |   |   |    |    |     |           |        |        |      |

## Piłkarze, trenerzy, prezydenci i właściciele klubu

### Trenerzy
- 01.08.2018–12.02.2019:  Siarhiej Hierasimiec
- 12.02.2019–20.04.2019:  Armen Gulinian
- 20.04.2019–31.07.2019:  Armen Sanamian
- 31.07.2019–30.08.2019:  Vitali Culibaba
- 31.08.2019–06.09.2020:  Armen Sanamian
- 07.09.2020–07.08.2021:  Armen Szahgeldian
- 11.08.2021–...:  Pambos Christodoulou

### Prezydenci
- 2018–...:  Hajk Grigorian

## Struktura klubu

### Stadion
Klub piłkarski rozgrywa swoje mecze domowe na Stadionie Miejskim w Sewanie, który może pomieścić 500 widzów.

## Kibice i rywalizacja z innymi klubami

### Derby
- Dilidżan FA
- Wan Czarencawan